# Oreste Puliti
Oreste Puliti (* 18. Februar 1891 in Livorno, Provinz Livorno; † 5. Februar 1958 in Lucca) war ein italienischer Florett- und Säbelfechter und vierfacher Olympiasieger.
Puliti nahm erstmals 1920 in Antwerpen an Olympischen Spielen teil. Mit der italienischen Mannschaft gewann er zwei Goldmedaillen im Florett- und Säbelfechten. In den Einzelwettkämpfen belegte er Platz 4 und 7. 
Vier Jahre später bei den Spielen in Paris konnte er mit der italienischen Säbelmannschaft die Goldmedaille verteidigen. Mit dem Florett kamen sie auf den 4. Platz. Im Einzelwettkampf mit dem Säbel zogen sich die italienischen Fechter aus Protest gegen eine Schiedsrichterentscheidung während der Finalkämpfe zurück. 
Bei den Olympischen Spielen 1928 in Amsterdam trat er im Alter von 37 Jahren nochmals an. Mit der Florettmannschaft konnte er eine weitere Goldmedaille gewinnen und mit der Säbelmannschaft errang er die Silbermedaille. Im Florett-Einzelwettkampf erreichte er den vierten Platz.